# 笑福亭智六
笑福亭 智六（しょうふくてい ちろく、1979年2月27日 - 2024年5月29日）は、上方落語協会に所属する落語家。笑福亭仁智門下。本名は畑山 浩志。

## 経歴
姫路獨協大学外国語学部英語学科卒業後、2007年9月1日、笑福亭仁智に入門。落語の経験がない中、28歳という年齢での入門であった。
2024年5月29日、持病の悪化により大阪市内の病院で死去。45歳没。
訃報は葬儀の後6月3日に所属事務所から発表されたが、6月1日に天満天神繁昌亭で予定されていた独演会は本人休演（代演：笑福亭智丸、出演：桂福枝、ゲスト：恩田雅和）の形で開催され、舞台から笑福亭仁昇により訃報が観客に伝えられた。
2024年7月5日の天満天神繁昌亭での仁智一門会は智六追善落語会「智六と愉快な仲間たち」として開催された。出演は仁智・智之介・智丸・大智、（トークのみ）桂ちきん・笑福亭飛梅・桂福枝。

## 人物
- 入門時から恩田雅和（当時：天満天神繁昌亭支配人）に似ていると言われ、よく噺家仲間からいじられていた[8]。
- 生前使用していた見台・膝隠し・小拍子などは形見として桂福枝が譲り受けた上で、9月にオープンする寄席「笑仁亭」（大阪・日本橋）に寄贈した[1]。

## 出演
- とっておき！朝から笑タイム（NHK総合（大阪）、2023年9月30日） - 「花色木綿」